# Sălciile
Sălciile là một xã thuộc hạt Prahova, România. Dân số thời điểm năm 2002 là 2324 người.